# Rząd Narodowy Rzeczypospolitej Polskiej
Rząd Narodowy Rzeczypospolitej Polskiej – rząd polski powołany przez władze powstańcze powstania krakowskiego 22 lutego 1846. Istniał aż do czasu zdławienia powstania przez wojska austriackie 3 marca 1846.
Na jego czele w dniach 22–24 lutego 1846 stał triumwirat: Jan Tyssowski (Galicja), Ludwik Gorzkowski (Wolne Miasto Kraków) i Aleksander Grzegorzewski (Królestwo Kongresowe). Od 24 lutego do 2 marca 1846 Tyssowski sprawował władzę dyktatorską.
Rząd Narodowy kontrolował pracę Rady Ministrów. W jej skład weszli:
- Ludwik Gorzkowski, prezes i minister oświecenia
- Kasper Wielogłowski, minister spraw wewnętrznych
- Józef Walenty Krzyżanowski, minister sprawiedliwości
- Wincenty Wolff, minister skarbu
- ksiądz Andrzej Karczyński, później ksiądz prałat Antoni Rozwadowski, minister spraw duchowych i religijnych

Na wieść o wybuchu powstania przywódca Hôtelu Lambert, książę Adam Jerzy Czartoryski uznał Rząd Narodowy jako jedyny rząd polski i wezwał Towarzystwo Monarchiczne Trzeciego Maja do samorozwiązania się.